# La Famille Plouffe
Pour les articles homonymes, voir Plouffe.
La Famille Plouffe est une émission de radio et un feuilleton télévisé québécois en 194 épisodes de 15 minutes pour les deux premières saisons, puis 30 minutes, en noir et blanc, adapté du roman Les Plouffe de Roger Lemelin et diffusé entre le 4 novembre 1953 et le 17 juin 1959 à la Télévision de Radio-Canada.

## Synopsis
La Famille Plouffe raconte la vie au quotidien d’une famille de milieu ouvrier à la fin des années 1940 à Québec, au sortir de la Seconde Guerre mondiale, dans le quartier de la pente douce. 
On y est témoin de la passion pour le cyclisme du père, Théophile Plouffe, typographe de métier, qui réussit à entraîner son fils Napoléon dans son sillage et dont on voit, au fil des épisodes, fondre l’autorité parentale. 
On assiste aux amours illicites de Cécile, « la vieille fille », avec Onésime Ménard, un chauffeur d’autobus marié qu’elle finit par épouser. On arrive presque à subir les tirades philosophico-intellectuelles et élucubrations d’Ovide, un autre fils de Théophile, qui aspire à mieux que son état de prolétaire et s’éprend pour Rita Toulouse, une fille dégourdie et bien tournée qu’il épousera. On reçoit occasionnellement la visite ponctuelle de l’oncle Alexandre, Père blanc en Afrique, lorsqu’il est de passage au pays, ou celle du « père Gédéon », un parent boute-en-train de la Beauce québécoise qui pousse toujours quelque blague parfois grivoise ou une chanson pour animer la compagnie. 
Au rang des personnages pivots de la série, la figure matriarcale, « maman Plouffe », qui veille au grain pour toute sa marmaille, jusqu’au petit dernier, Guillaume, un gaillard athlétique qui plaît aux filles. De nombreux personnages de soutien concourent à des dénouements parfois inattendus, le tout avec des pointes d’humour nombreuses.

## Distribution
- Paul Guèvremont : Théophile Plouffe, le père
- Amanda Alarie : Madame Joséphine « maman » Plouffe
- Pierre Valcour : Guillaume Plouffe
- Jean-Louis Roux : Ovide Plouffe
- Émile Genest : Napoléon Plouffe
- Denise Pelletier : Cécile Plouffe
- Rolland Bédard : Onésime Ménard
- Janine Mignolet, Lise Roy : Rita Toulouse
- Doris Lussier : Père Gédéon Plouffe
- Jean Duceppe : Stan Labrie
- Nana de Varennes : Démerise Plouffe
- Thérèse Cadorette : Jeanne Labrie
- Margot Campbell : Martine Plouffe
- Jean Coutu : Aimé Plouffe
- Clémence DesRochers : Agathe Plouffe
- Amulette Garneau : Jacqueline Sévigny
- Ginette Letondal : Flora Plouffe
- Gilles Pelletier : Denis Boucher
- Camille Ducharme : Rosaire Joyeux
- Guy Godin : Alain Richard
- Françoise Graton : Hélène Giguère
- Ernest Guimond : Alphonse Tremblay
- Marcel Houben : Ovide Plouffe (#2)
- Juliette Huot : Jeannette Vallerand
- Jean Lajeunesse : Sarto Caro
- Julien Lippé : Narcisse Vallerand
- Huguette Oligny : Danielle Smith-Delorme
- Lucie Poitras : Blanche Toulouse
- Guy Provost : Révérend Père Alexandre
- Paule Bayard : Religieuse
- Juliette Béliveau : Eva Plouffe
- Rolland D'Amour : M. Toulouse
- Jean-Claude Deret : Consul de France
- Denis Drouin : beau garçon
- Claude Fournier : M. Chapados
- Edgar Fruitier : Vendeur et décorateur
- Marcel Gagnon : Déménageur
- Roger Garceau Académicien
- Jean Gascon : Gontran, Couturier
- Gratien Gélinas : Juvénal « Pète-dans-l'trèfle » Bolduc
- Jean-Paul Kingsley : Maître de cérémonie
- Suzanne Langlois : amie de Rita
- Fernande Larivière : vieille fille
- Yvon Leroux : employé de l'hôtel
- Yves Létourneau : Jos
- Yves Massicotte : Gendarme et pompier
- Jean-Pierre Masson : Léonidas
- Estelle Mauffette : vieille fille
- René Ouellet : Gendarme et pompier
- Jean-Louis Paris : Bijoutier
- Gilles Pellerin : Baptiste
- Madeleine Sicotte : vieille fille
- Denyse St-Pierre : Tootsie
- Edgar Tremblay : curé
- Maurice Gauvin : rôle inconnu
- Pierrette Sieb : rôle inconnu

## Fiche technique
- Réalisation : Jean-Paul Fugère, Jean Dumas et Guy Beaulne
- Scénario : Roger Lemelin
- Société de production : Société Radio-Canada

## Commentaires
La série brosse un tableau discret du contexte social et des conflits politico-religieux de l’époque de l’après-guerre au Québec, au début du rejet ouvert du pouvoir institutionnalisé et du combat pour un pouvoir civil accru, et participe dès lors dans la société où elle est diffusée, déjà majoritairement urbaine mais restée rurale dans ses mentalités, à un renforcement des changements de modèles sociaux, ou à tout le moins incite à l’analyse. Le feuilleton jette surtout un regard romantique sur une famille pauvre et « pas célèbre », avec le genre de trame dramatique des Dallas, Dynasty ou Hôpital central qui suivront, mais dans un contexte social différent adapté à l’audience. 
Par ailleurs, à l’époque de sa diffusion en direct, les publicités étaient intégrées à la trame de l’émission, tout comme on le faisait auparavant à la radio, au moyen des mêmes comédiens qui vantaient soit les vertus d'une marque de cigarettes dans une scène au magasin général du coin, soit la nouveauté et la supériorité d’une lessive plutôt qu’une autre… d’où la dénomination américaine de « soap » pour le genre télévisuel.
La Famille Plouffe a été le premier téléroman à grand succès de l'histoire de la télévision au Québec, après avoir connu un tout aussi grand succès à la radio d’État en 1952. 
Lemelin collabora à l’adaptation de son œuvre au cinéma avec les réalisateurs de deux films : Gilles Carle et Denys Arcand, respectivement pour Les Plouffe en 1981 et Le Crime d'Ovide Plouffe en 1984, lequel se voulait une suite au premier.
Seulement huit épisodes du feuilleton télévisé ont été conservés dans les archives de Radio-Canada.